# Polarstar Peak
Der Polarstar Peak ist ein 2400 m hoher Berggipfel im westantarktischen Ellsworthland. Er ragt 5 km nördlich des Mount Ulmer in den Gromshin Heights im nördlichen Teil der Sentinel Range des Ellsworthgebirges auf.
Der US-amerikanische Polarforscher Lincoln Ellsworth entdeckte ihn bei seinem Transantarktisflug am 23. November 1935. Das Advisory Committee on Antarctic Names benannte ihn 1961 nach dem Flugzeug Polar Star, einer Northrop Gamma, die Ellsworth bei seinem Flug einsetzte.